# Игры Британской империи и Содружества наций 1954
Игры Британской империи и Содружества наций 1954 года (5-е по счёту) проводились в Ванкувере (Британская Колумбия, Канада) с 30 июля по 7 августа. Это были первые игры, которые так назывались. В 1952 году было принято решение переименовать соревнования, которые прежде назывались Игры Британской империи.
Клятву от имени спортсменов произнёс канадский бегун на средние дистанции Билл Парнелл. В Играх приняли участие 662 спортсмена и 127 официальных лиц из 24 стран. Были разыграны 92 комплекта наград в девяти видах спорта: лёгкая атлетика, бокс, велоспорт, боулинг, гребля, плавание, прыжки в воду, тяжёлая атлетика и вольная борьба.
7 августа состоялся забег, позже названный «Удивительной милей», в котором участвовали Роджер Баннистер и Джон Лэнди на «Имперском стадионе». Это был первый случай, когда эти два (и в то время единственные два) бегуна на одну милю, которые преодолевали дистанцию менее чем за четыре минуты, участвовали в одном забеге, а также впервые два бегуна преодолели барьер в четыре минуты в одном забеге. В тот же день Джим Питерс, обладатель лучшего в мире результата в марафоне, прибежал на стадион на 17 минут раньше своего ближайшего соперника, но потерял сознание на последнем круге и не смог завершить дистанцию.
Официально закрыл Игры принц Филипп, герцог Эдинбургский.

## Страны-участницы

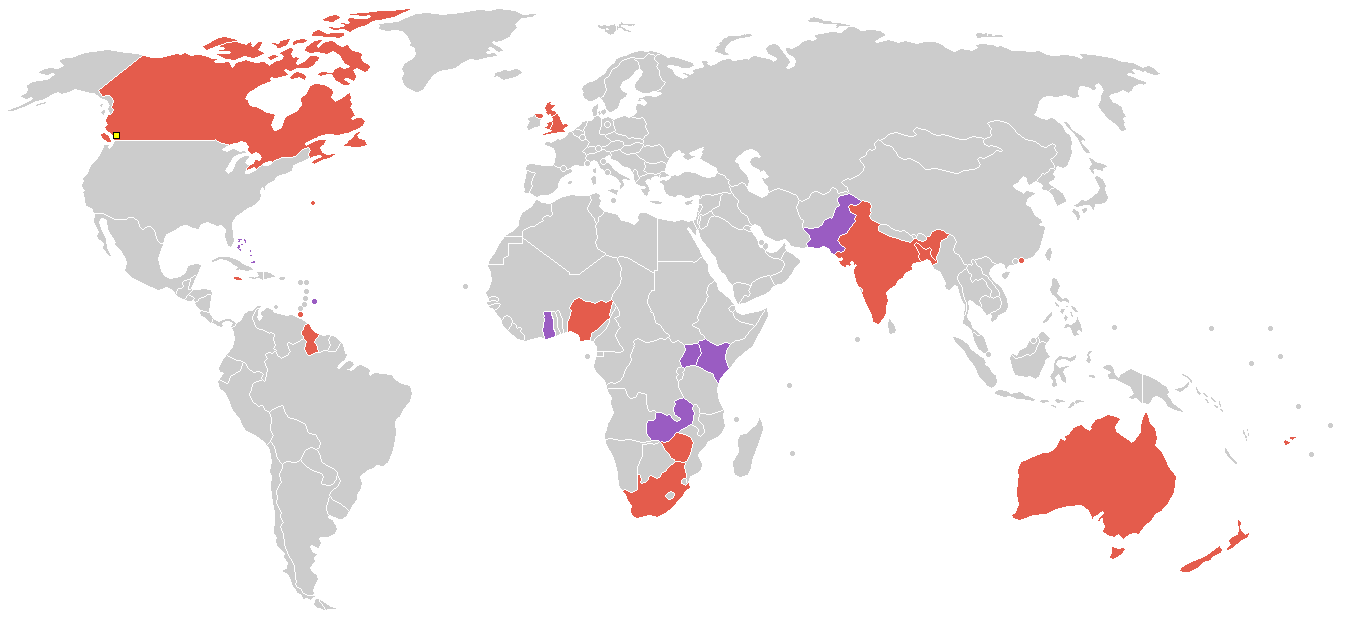
Страны-участницы

| Страны-участницы |
| --- |
| - Австралия - Англия - Бермуды - Британская Гвиана - Гонконг - Индия - Канада - Нигерия - Новая Зеландия - Северная Ирландия - Тринидад и Тобаго - Уэльс - Фиджи - Шотландия - ЮАР - Южная Родезия - Ямайка |
| Страны и территории, дебютировавшие на Играх |
| - Багамские Острова - Барбадос - Золотой Берег - Кения - Северная Родезия - Пакистан - Уганда |

## Таблица медалей
*   Принимающая страна (Канада)
| Место           | Страна            | Золото | Серебро | Бронза | Всего |
| --------------- | ----------------- | ------ | ------- | ------ | ----- |
| 1               | Англия            | 23     | 24      | 20     | 67    |
| 2               | Австралия         | 20     | 11      | 17     | 48    |
| 3               | ЮАР               | 16     | 6       | 13     | 35    |
| 4               | Канада*           | 9      | 20      | 14     | 43    |
| 5               | Новая Зеландия    | 7      | 7       | 5      | 19    |
| 6               | Шотландия         | 6      | 2       | 5      | 13    |
| 7               | Южная Родезия     | 2      | 2       | 1      | 5     |
| 8               | Тринидад и Тобаго | 2      | 2       | 0      | 4     |
| 9               | Северная Ирландия | 2      | 1       | 0      | 3     |
| 10              | Северная Родезия  | 1      | 4       | 3      | 8     |
| 11              | Нигерия           | 1      | 3       | 3      | 7     |
| 12              | Пакистан          | 1      | 3       | 2      | 6     |
| 13              | Уэльс             | 1      | 1       | 5      | 7     |
| 14              | Ямайка            | 1      | 0       | 0      | 1     |
| 15              | Барбадос          | 0      | 1       | 0      | 1     |
| 15              | Гонконг           | 0      | 1       | 0      | 1     |
| 15              | Уганда            | 0      | 1       | 0      | 1     |
| 18              | Британская Гвиана | 0      | 0       | 1      | 1     |
| Всего стран: 18 | Всего стран: 18   | 92     | 89      | 89     | 270   |